# ماتي كازيسكي

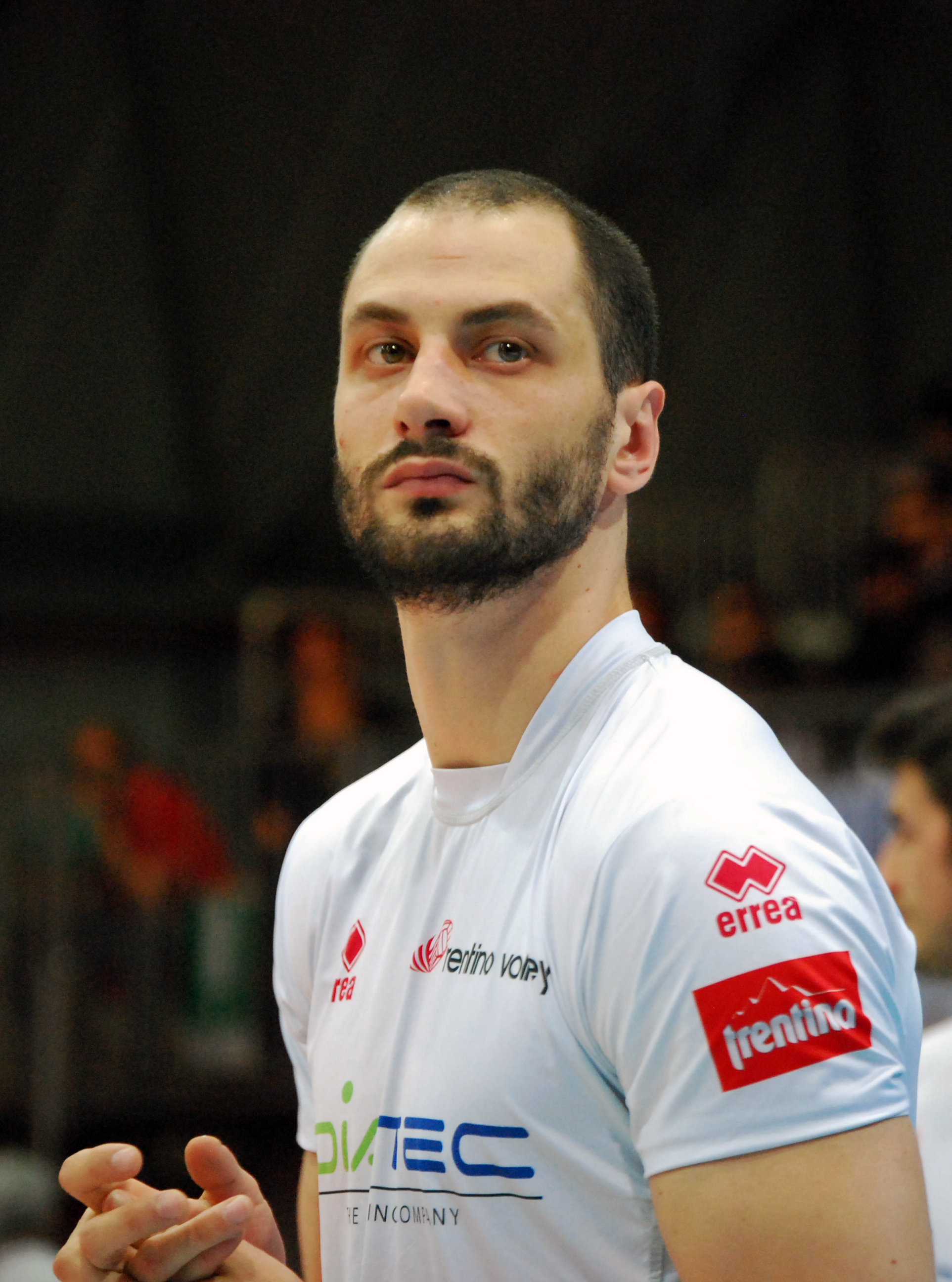
كازيسكي

ماتي كازيسكي (بالبلغارية: Матей Казийски) (ولدت 23 سبتمبر 1984)، هو لاعب الكرة الطائرة البلغارية، وهو عضو في فريق الوطني للكرة الطائرة رجال بلغاريا في 2003-2012. ماتي أحد المشاركين في دورة الألعاب الاولمبية في بكين عام 2008، الميدالية البرونزية من بطولة العالم 2006، كأس العالم 2007 و كأس الأمم الأوروبية 2009.

## معلومات الاندية
- النادي الحالي : كارييا
- النادي الأول  : سلافيا صوفيا

## الجوائز والالقاب

### الفردية
- أفضل لاعب - بطولة العالم للأندية 2009
- أفضل لاعب - دوري ابطال أوروبا 2009
- أفضل خادم - بطولة العالم 2006

## روابط خارجية
- ماتي كازيسكي على موقع الاتحاد الأوروبي (الإنجليزية)
- ماتي كازيسكي على موقع دوري الدرجة الأولى الإيطالي للكرة الطائرة - رجال (الإيطالية)
- ماتي كازيسكي على موقع الدوري الياباني (رجال) (اليابانية)
- ماتي كازيسكي على موقع اللجنة الأولمبية الدولية (الإنجليزية)
- ماتي كازيسكي على موقع أوليمبيديا (الإنجليزية)